# SO-50
Saudi-OSCAR 50（简称SO-50，别称Saudisat-1C）是一颗沙特阿拉伯的业余无线电卫星。该卫星于2002年12月20日由拜科努尔航天发射场发射升空。

## 技术细节
在卫星成功入轨后，科研人员通过SO-50进行了数个实验，其中包括一个业余无线电转发器实验。该卫星上搭载的转发器于145.850MHz上接收FM制式的上行链路信号，并转发至下行链路436.7950MHz上。世界各地的业余爱好者都可以使用该转发器，其灵敏度为-124dBm，带宽为15kHz。接收天线是垂直安装在卫星顶角的1/4波长天线。接收到的信号在处理为音频后经过滤波和调节，最后在250mW的UHF发射机发射。下行链路天线是一个1/4波长天线，安装在航天器的底角，向内倾斜45度。
该转发器需要地面电台手动激活，发射亚音为74.4Hz。每次激活后该转发器将持续运行10分钟，在此期间重新发射该开机信令将重置该计时器。